# Trechona uniformis
Espèce
Trechona uniformis est une espèce d'araignées mygalomorphes de la famille des Dipluridae.

## Distribution
Cette espèce est endémique du Brésil. Elle se rencontre dans la forêt atlantique dans les États de São Paulo et du Minas Gerais,.

## Description
Les femelles mesurent de 34,5 à 37,0 mm.

## Publication originale
- Mello-Leitão, 1935 : Tres novas aranhas tetrapneumones nas colleccoes do Instituto Butantan. Memórias do Instituto Butantan, vol. 9, p. 335-360.